# Pro Follonica Hockey 1965
Questa voce raccoglie le informazioni riguardanti il Pro Follonica Hockey nelle competizioni ufficiali della stagione 1965.

## Maglie e sponsor
| 1ª divisa |

## Rosa
| N° | Naz.                      | Ruolo | Sportivo   |  |  |  |
| -- | ------------------------- | ----- | ---------- |  |  |  |
| ?  | non conosciuta (bandiera) | E     | Marchesini |  |  |  |
| ?  | non conosciuta (bandiera) | E     | ?          |  |  |  |
| ?  | non conosciuta (bandiera) | E     | ?          |  |  |  |
| ?  | non conosciuta (bandiera) | E     | ?          |  |  |  |
| ?  | non conosciuta (bandiera) | P     | ?          |  |  |  |

- Allenatore: ?